# Sonic the Hedgehog CD
Sonic the Hedgehog CD (ソニック・ザ・ヘッジホッグCD, Sonikku za Hejjihoggu Shīdī), of simpelweg Sonic CD, is een platformspel uit de Sonic the Hedgehog-franchise. Het spel is ontwikkeld door een subtak van Sega in plaats van het Sonic Team. Het spel introduceerde de personages Metal Sonic en Amy Rose.
Het spel werd uitgebracht voor de Sega Mega-CD in Japan op 23 september 1993, in Europa in Oktober 1993, en voor de Sega CD in Noord-Amerika op 19 november 1993. In 1996 werd het spel ook uitgebracht voor de pc.

## Verhaal
Elk jaar verschijnt er gedurende een maand een kleine planeet in de lucht boven Never Lake. Deze planeet bevat zeven stenen die iemand de macht over de tijd geven. Dr. Robotnik heeft interesse in deze stenen, en bezoekt de planeet met het plan deze over te nemen.
Sonic the Hedgehog ontdekt dit plan, en besluit de tijdstenen eerder te vinden dan hij. Dingen worden echter complexer wanneer Robotnik de jonge egel Amy Rose ontvoert, en haar gebruikt om Sonic af te leiden. Tevens onthult hij zijn nieuwste uitvinding: een robotdubbelganger van Sonic.

## Gameplay
In het spel kan de speler van elk level drie verschillende versies bezoeken: een "verleden", een "heden" en een "toekomst". Dit wordt gedaan middels snelheidsposten verspreid door het level, die gemarkeerd zijn met "Past" en "Future". Na door een van deze posten te zijn gelopen moet de speler op topsnelheid blijven rennen, waarna de transportatie naar een andere tijd plaatsvindt.
Het verschil tussen de drie tijdperken zit hem in de lay-out en de locatie van bepaalde voorwerpen, evenals een verandering van de achtergrondmuziek. De tijdsperiodes beïnvloeden soms ook de vijanden, die in een latere tijdsperiode zwakker zijn dan in de vorige.
De acties die een speler onderneemt in een eerdere tijdsperiode is van invloed op hoe de latere periodes eruitzien. In elk level komt in het verleden een machine voor die robots maakt. Indien de speler deze machine vernietigt, of alle zeven tijdstenen verzamelt, worden alle robots in het level verslagen. In de toekomst zijn dan veel minder gevaren en vijanden om te overwinnen. Als de machine niet vernietigd wordt, lopen er in de toekomst juist extra veel vijanden rond.
De toekomst van elk level moet altijd als laatste worden gespeeld om het spel af te sluiten, en bevat een eindbaas. De eindbazen hoeven minder vaak geraakt te worden dan in vorige spellen, maar zijn wel lastiger te bereiken.
Net als in Sonic the Hedgehog kan de speler speciale levels opzoeken aan het eind van elke zone. Dit kan door minimaal vijftig ringen te bezitten.

## Ontwikkeling
Na de uitgave van Sonic the Hedgehog wilde Yuji Naka een nieuw Sonic-spel maken. Hij was echter niet tevreden over de vooruitgang bij Sega, dus vertrok hij naar de Verenigde Staten om Sega Technical Institute om hulp te vragen. Zij ontwikkelden onder de andere versies Sonic the Hedgehog 2 (8-bit) en Sonic the Hedgehog 2 (16-bit).
Ondertussen, in Japan, werd gewerkt aan Sonic CD door een apart ontwikkelingsteam geleid door Sonic-bedenker Naoto Ohshima. Oorspronkelijk zouden Sonic CD en Sonic the Hedgehog 2 voor de Mega Drive/Genesis, Sega Master System en Sega Game Gear een en hetzelfde spel worden. Tijdens de ontwikkeling veranderde Sonic CD echter in een heel ander type spel.
Het spel is de eerste in de Sonic-serie met geanimeerde tussenscenes, die zijn gemaakt door Toei Animation.
Sonic CD werd uitgebracht na Sonic the Hedgehog 2, maar voor Sonic the Hedgehog 3.
Sommige fans zijn van mening dat het verhaal van Sonic CD zich afspeelt voor Sonic the Hedgehog 2 of na Sonic & Knuckles vanwege het feit dat Sonic the Hedgehog 3 nauw aansluit op Sonic the Hedgehog 2.

## Platforms
| Jaar | Platform                                       |
| ---- | ---------------------------------------------- |
| 1993 | Mega-CD                                        |
| 1996 | Windows                                        |
| 2011 | Android, PlayStation 3, Xbox 360, iPad, iPhone |
| 2012 | Windows Phone                                  |
| 2013 | Ouya                                           |

## Ontvangst
Reviews voor Sonic CD op de Mega-CD waren over het algemeen positief. De pc-versie werd minder goed ontvangen.
| Beoordeeld door              | Platform | Datum            | Score |
| ---------------------------- | -------- | ---------------- | ----- |
| VicioJuegos.com              | SEGA CD  | 24 april 2007    | 97%   |
| SUPER-NES.COM                | SEGA CD  | 2006             | 95%   |
| Game Players                 | SEGA CD  | januari 1994     | 91%   |
| SEGA-Mag (Objectif-SEGA)     | SEGA CD  | 12 december 2007 | 90%   |
| Power Unlimited              | SEGA CD  | februari 1994    | 88%   |
| Defunct Games                | SEGA CD  | 27 november 2004 | 85%   |
| Sega Force                   | SEGA CD  | januari 1994     | 83%   |
| PC Games (Duitsland)         | Windows  | augustus 1996    | 81%   |
| Power Play                   | Windows  | juli 1996        | 79%   |
| World Village (Gamer's Zone) | Windows  | 1997             | 40%   |